# Pachnoda marginata
Pachnoda marginata är en skalbaggsart som beskrevs av Dru Drury 1773. Pachnoda marginata ingår i släktet Pachnoda och familjen Cetoniidae.

## Underarter
Arten delas in i följande underarter:
- P. m. rougeoti
- P. m. aurantia
- P. m. mirei
- P. m. murielae
- P. m. peregrina
- P. m. fernandezi
- P. m. tunesiensis
- P. m. cerandi

## Bildgalleri

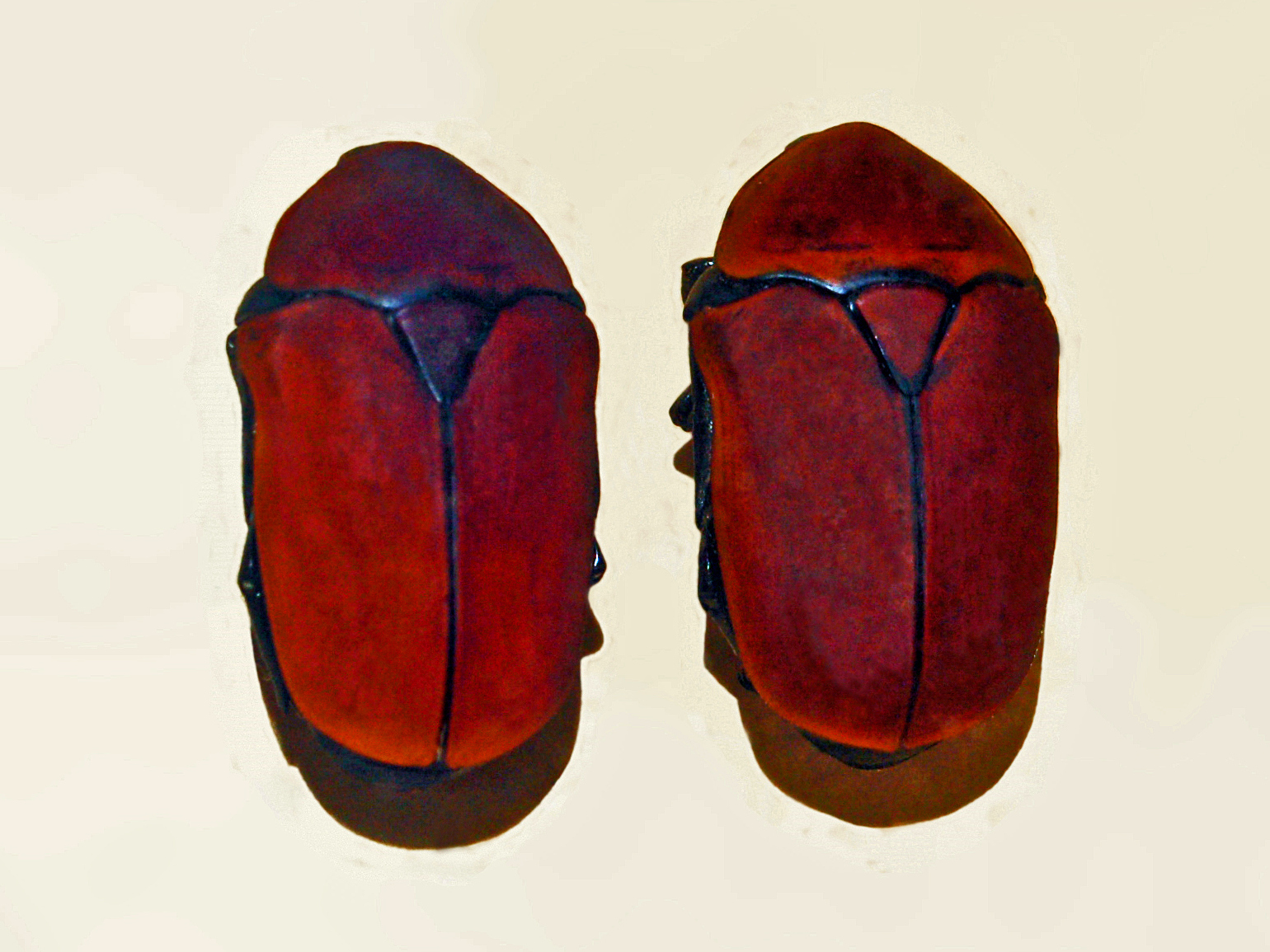
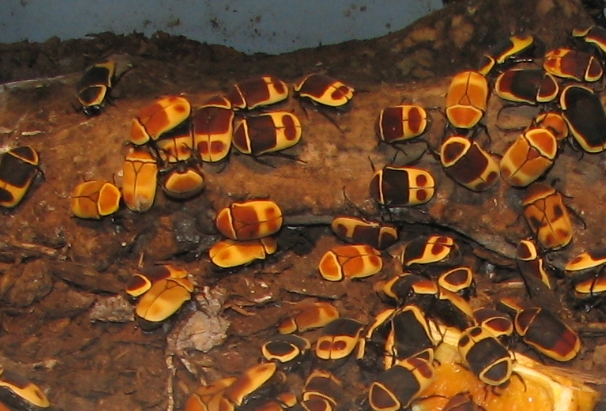
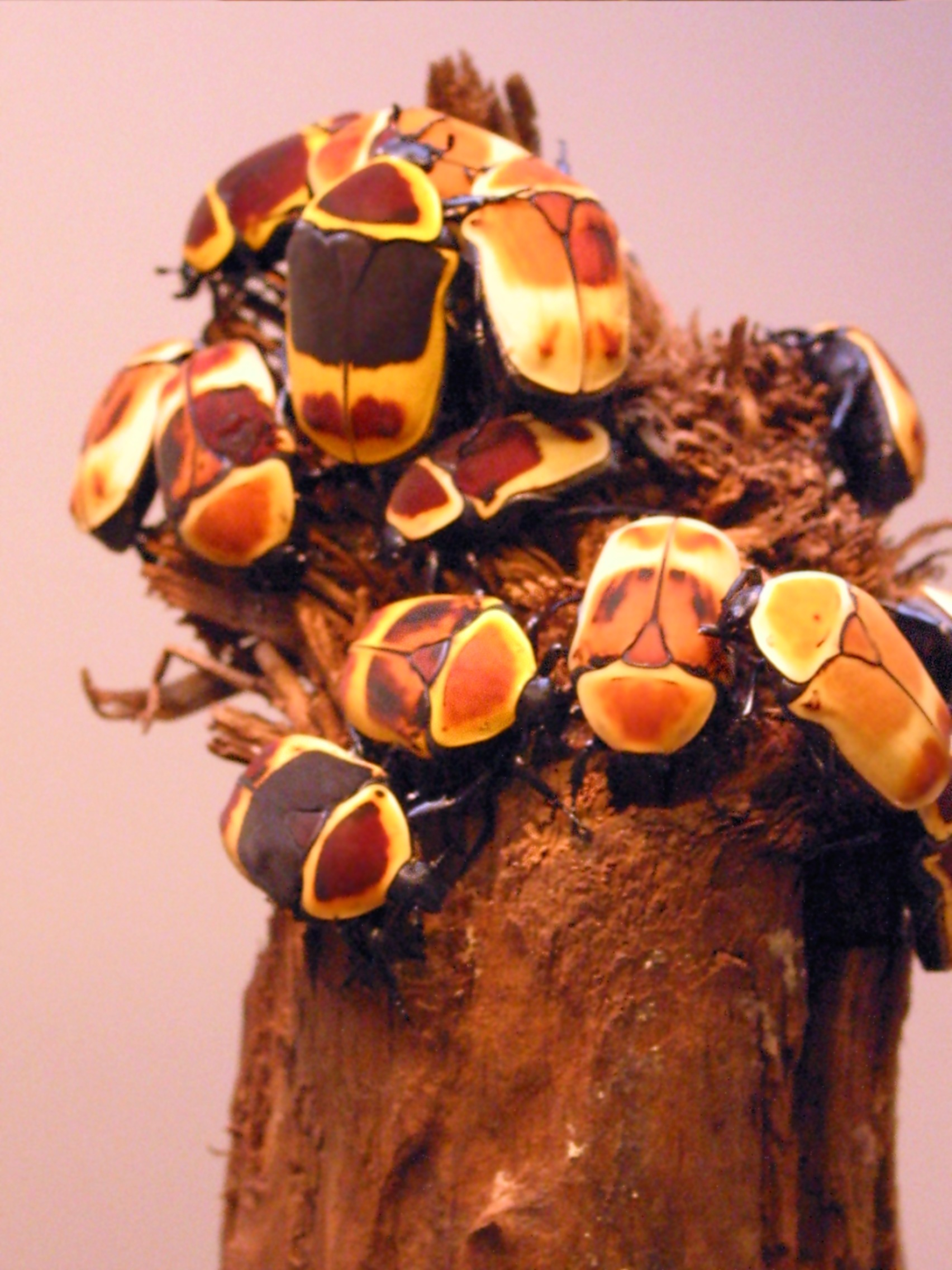